# René Ngongo
René Ngongo (nacido en octubre de 1961 en Goma, República Democrática del Congo) es un biólogo congoleño, ecologista y activista político. Ngongo se licenció en Biología en 1987 en la Universidad de Kisangani. 
Pronto tomó conciencia de que la selva tropical del Congo, la segunda masa forestal más grande del mundo, se encuentra amenazada de destrucción especialmente por la tala comercial y la minería, pero también por un uso irresponsable de los recursos. Por esa razón, uno de los ámbitos de trabajo iniciales de Ngongo fue la promoción de modelos de utilización sostenible del territorio que permitieran a la población local satisfacer sus necesidades de alimento y combustible, mejorando sus ingresos, sin destruir la selva.
En 1994, impulsó la creación de la organización no gubernamental OCEAN (Organización Concertée des Ecologistas et Amis de la Nature) de la cual es Coordinador Nacional. El objetivo general de esta organización ambiental es la protección de los recursos naturales de la República Democrática del Congo. Inicialmente circunscribió su actuación a Kisangani, pero más adelante consiguió extender su radio de acción al país entero a través del recurso al trabajo voluntario. 
Las principales actividades de OCEAN son la agrosilvicultura (cultivo de alimentos en la selva sin destruirla), la repoblación forestal de especies amenazadas, la repoblación urbana, la supervisión y control de la explotación de los recursos naturales, así como una labor de sensibilización y concienciación a través de campañas realizadas en diversos medios de comunicación, especialmente radio y televisión. Desde 1992 hasta el 2000, Ngongo dirigió un programa radiofónico semanal ('L'Homme et son Environnement - MAZINGIRA') sobre la protección de naturaleza y el impacto económico y social de la deforestación. A partir de estas actuaciones, Ngongo consiguió llamar la atención sobre la problemática concreta de la selva congoleña a nivel nacional e internacional.
Durante la guerra civil (1996-2002) Ngongo y sus colaboradores vigilaron e informaron de la explotación de los recursos naturales por parte de las fuerzas contendientes. Diversas organizaciones internacionales e institutos de investigación reconocieron a OCEAN como una fuente clave de información, como en el caso de la investigación llevada a cabo respecto a las operaciones de minería ilegal (diamantes y otros minerales) que contribuyó al informe de panel de expertos del Consejo de Seguridad de las Naciones Unidas sobre la explotación ilegal de recursos naturales en la República Democrática del Congo. Los esfuerzos de Ngongo y sus colaboradores se centraron en este tema a partir de su constatación de que la lucha por el control de los recursos naturales era la principal fuerza impulsora del conflicto que produjo millones de víctimas en la República Democrática del Congo.
Ngongo también colaboró con el Consejo de Administración Forestal (FSC) y la Iniciativa de Transparencia de Industrias Extractiva (EITI). Tras la guerra civil la destrucción de la selva tropical de Congo se intensificó debido a que la actuación de las multinacionales silvicultoras ya no se encontraba con los impedimentos de actuar en una zona en guerra. A partir de ese momento OCEAN se convirtió en una de las organizaciones clave para difundir las prácticas de tala irresponsables así como la débil gobernanza de las autoridades y la falta de transparencia de las explotaciones mineras y silvícolas. Desde entonces Ngongo comenzó a recibir fuertes presiones, amenazas, e intentos de intimidación.
Desde 2008, ha proporcionado asistencia y asesoramiento a Greenpeace para su desarrollo en el Congo.
René Ngongo fue galardonado con el Premio Right Livelihood en el año 2009, por “su coraje en el enfrentamiento con las fuerzas que destruyen las selvas tropicales del Congo, por la obtención de apoyo político para su conservación y su contribución al empleo sostenible".